# Гюрджю Эгейская
Пароходная компания «Гюрджю Эгейская» (тур. Courtgi (Gürcü) Bahr-i Sefid; фр. Navigation A Vapeur «Égée») — османская морская компания, которая вела деятельность с 1883 по 1911 год. Была основана Панайотом Михалом Гюрджю (P. M. Courtgi) и сыграла важную роль в удовлетворении потребностей Османской империи во внутренних морских перевозках.

## История

### Основание
Компания была основана в 1883 году Панайотом Михалом Гюрджю, греко-османским предпринимателем, родившимся в 1850 году на острове Мидилли (Лесбос). Его фамилия «Гюрджю» (в переводе с турецкого — «грузин») произошла от его грузинского происхождения, так как его прадед мигрировал из Тбилиси в Османскую империю в 1790 году. До основания пароходной компании Гюрджю приобрел опыт в области торговли и морских перевозок, сотрудничая с влиятельными османскими финансистами, такими как Джордж Зарифи.
Морское предприятие Гюрджю началось после спора по поводу концессии на паромное сообщение в Золотом Роге (Стамбул). В 1880 году он арендовал паромное сообщение в Золотом Роге у Махмуда Джелаледдина Паши за 5000 османских лир, но соглашение было позже аннулировано султаном Абдул-Хамидом II, что привело к длительным судебным разбирательствам. После урегулирования спора Гюрджю основал Пароходную компанию «Гюрджю Эгейская» в 1883 году, сосредоточив внимание на внутренних морских перевозках в пределах османских территориальных вод.

### Деятельность и маршруты
Работая под османским флагом, компания стремилась противостоять доминированию иностранных пароходных компаний, таких как Австрийский Ллойд и Французская Messageries Maritimes. К 1888 году флот компании включал шесть пароходов: Bandırma, Sakız, Girit, Trabzon, İzmir и Midilli. Эти суда выполняли регулярные рейсы между ключевыми османскими портами, включая Бандырму, Хиос, Крит, Трабзон, Измир и Лесбос.
Помимо перевозки пассажиров и грузов, компания играла важную роль в доставке официальной почты. В обмен на освобождение от портовых сборов компания согласилась бесплатно перевозить государственную корреспонденцию. Гюрджю также расширил деятельность на порты реки Дунай, включая Сулину, Тулчу, Калафат и Брэилу, укрепляя османское влияние в регионе.

### Экономические и политические трудности
Пароходная компания столкнулась с экономическим давлением со стороны иностранных конкурентов и дипломатическим сопротивлением. Британское, австрийское и греческое правительства возражали против османской политики, поддерживающей местные пароходные компании. Несмотря на эти трудности, Гюрджю удалось преодолеть правовые и политические препятствия для поддержания своей деятельности.
Одним из стратегических преимуществ стало производство угля. В 1884 году Гюрджю начал эксплуатацию угольных шахт в Эрегли, обеспечив надежный источник топлива для своего флота. Его просьбы об освобождении от налогов на добытый уголь были частично удовлетворены, что позволило компании снизить операционные издержки и повысить конкурентоспособность.

### Передача Банку «Митилини»
В 1891 году Гюрджю передал пароходную компанию Банку «Митилини», хотя компания продолжала работать под его управлением. Эта передача обеспечила финансовую стабильность и позволила флоту продолжать обслуживать османские порты до 1911 года, когда компания прекратила свою деятельность.